# Summertime - Sole, cuore... amore
Summertime - Sole, cuore... amore (Love Wrecked) è un film del 2005, diretto dal regista Randal Kleiser.
Il film è stato distribuito in Italia anche col titolo Amore al primo tuffo.

## Trama
Jenny Taylor ha diciotto anni ed è fan sfegatata di Jason Masters, una famosa rock-star che sta per tenere un concerto proprio nella sua città, Boston. Durante il concerto, a cui va con il migliore amico Ryan, Jenny sta quasi per raggiungere il suo idolo ma i suoi sforzi sono vanificati dalla sua compagna di classe, Alexis, che la fa cadere a terra.
Jenny si lamenta con la madre per non aver mai avuto un ragazzo. Non appena diplomata, passerà l'estate svolgendo l'incarico di bagnina presso il Sun beach Resort, un lussuoso villaggio caraibico nell'isola di Santa Lucia, insieme a Ryan e Alexis. Jenny non sa che quello è il resort preferito da Jason Masters, e infatti dopo pochi giorni lui arriva con il suo staff per rilassarsi, ma rimarrà solo per un giorno.  Quindi, con l'intento di conoscerlo, la sera Jenny si intrufola a bordo di uno yacht dove c'è un party, e quando Jason cade dalla barca a causa di un'onda, salta in acqua per salvarlo con una scialuppa di salvataggio. La coppia attracca in una baia isolata di un'isola apparentemente deserta. Jason purtroppo si è slogato una caviglia e non può camminare, così tocca a Jenny andare a cercare il cibo. Mentre cerca di prendere delle uova da un nido, Jenny scopre che l'isola è in realtà una spiaggia separata dal resort solo da una grande giungla, però lascia credere al ragazzo che sono bloccati, in modo da farlo innamorare di lei.
Jenny va spesso al resort per prendere rifornimenti e Jason non si accorge di niente. Finalmente Jenny mostra a Ryan, il luogo dove era stata e gli chiede aiuto per i rifornimenti. Mente Ryan fa shopping per Jenny, Alexis insospettita lo segue e scopre l'inganno. Così Alexis, finge di essere naufragata anche lei e gli fa credere di essere una turista francese. Tra le due, inizia una competizione estrema per fare colpo sul cantante, fino ad arrivare a fare a botte per lui. Mentre Ryan la sta aiutando, ha anche deciso di confessare il suo amore per Jenny, chiedendo alcuni consigli ad un collega. Si trasforma completamente cambiando abiti e pettinatura, ma quando lo vede, Jenny lo prende in giro per il suo look e parla solo di Jason e del suo interesse per lui. Ryan le confessa che non può smettere di pensare a lei e la bacia, ma quando Jenny oppone che loro sono solo amici lui le dice che sta andando a casa. Jenny si sente in colpa e racconta a Jason la verità ossia che non sono bloccati. Lui si arrabbia fortemente e promette di citare in giudizio entrambe, prima di lasciare l'isola.
Quando Ryan sta per partire, sente che un uragano sta per colpire il lato dell'isola dove si trova Jenny e prende un'auto per salvarla. Jenny rimane incastrata nell'auto che Ryan aveva abbandonato per cercarla, egli torna appena in tempo per liberarla mentre l'auto è in procinto di scivolare sopra un argine fangoso. I due si rifugiano in una grotta e accendono il fuoco per mantenersi al caldo. Lei finalmente si rende conto di provare dei sentimenti che vanno ben oltre l'amicizia. Dopo la tempesta, Jenny e Ryan ritornano al resort, dove Jason e il suo manager raccontano a Jenny che hanno bisogno del suo aiuto per continuare a sostenere la storia del naufragio in una conferenza stampa. Ryan dichiara il suo amore per Jenny appena prima di essere buttato fuori dalle guardie del corpo di Jason. Durante la conferenza Jenny dichiara a tutti i suoi sentimenti per Ryan e che è Alexis la fidanzata di Jason, poi se ne va in cerca di Ryan.